# Шёвалль, Май
Май Шёвалль (швед. Maj Sjöwall, 25 сентября 1935, Стокгольм, Швеция — 29 апреля 2020) — шведская писательница, журналистка и переводчица.

## Жизнеописание
Родилась в семье Вилли и Маргит Шёвалль. Изучала графику и журналистику, была репортёром и художественным редактором в нескольких газетах и журналах. С 1954 по 1959 г. работала в издательстве «Елена и Окерлунда»шв., с 1959 по 1961 г. — в издательстве Вальстрёма и Видстрандашв., а с 1961 по 1963-й — в полиграфическом концерне Esselte.
В 1961 году Май Шёвалль познакомилась с Пером Валё, таким же непримиримым марксистом, как и она сама, а со следующего года стали жить вместе (официальный брак они так и не оформили). После рождения двух сыновей (Тетса и Йенса) начали писать вместе. Делали это, «уложив детей спать». Кроме того, редактировали литературный журнал «Перипео». С 1963 года вплоть до смерти Валё в 1975 году они вдвоем создали цикл из десяти детективных повестей, преимущественно из жизни полиции, в которых главным героем выступал Мартин Бек, стокгольмский офицер отдела убийств. Авторы высказывали свои левые политические взгляды, критикуя шведскую социал-демократическую модель государства и общества. Книги имели успех, их перевели на многие языки, экранизировали для кино и телевидения и озвучили как радиоспектакли. В 1971 году Шведская академия детектива отдала честь супругам, основав литературную Премию имени Мартина Бека.
Овдовев, Май Шёвалль написала ещё несколько детективов, в целом неудачных. Впоследствии совместно с голландцем Томасом Россом она издала роман «Женщина, похожая на Грету Гарбо», а с немцем Юргеном Альбертсом стала соавтором двух произведений на его родном языке — «Гороховый суп фламбе» и «Последний курильщик». На протяжении многих лет Май Шёвалль в основном переводила на шведский язык детективы зарубежных писателей.
В киносериале про Мартина Бека Май Шёвалль привлекали к исполнению эпизодических, так называемых камео-ролей. В фильме «Стокгольмский марафон»шв. она стреляла из пистолета на старте бегунов, а в «Человеке на балконе»шв. сыграла роль учительницы.

## Произведения

### Совместно с Пером Валё
- «Розанна» (швед. Roseanna, 1965)
- «Человек, который испарился» (швед. Mannen som gick upp i rök, 1966)
- «Мужчина на балконе» (швед. Mannen på balkongen, 1967)
- «Смеющийся полицейский» (швед. Den skrattande polisen, 1968; в русских переводах известен также как «Рейс на эшафот» и «В тупике»)
- «Пропавшая пожарная машина» (швед. Brandbilen som försvann, 1969)
- «Полиция, полиция, картофельное пюре!» (швед. Polis, polis, potatis gris!, 1970)
- «Негодяй из Сэфле» (швед. Den vedervärdige mannen från Säffle, 1971)
- «Запертая комната» (швед. Det slutna rummet, 1972)
- «Убийца полицейских» (швед. Polismördaren, 1974)
- «Террористы» (швед. Terroristerna, 1975)

### Прочие
- «Женщина, похожая на Грету Гарбо» (швед. Kvinnan som liknade Greta Garbo, 1990)
- «Гороховый суп фламбе» (нем. Erbsensuppe flambiert, 2003), вместе с Юргеном Альбертсом
- «Последнее путешествие и другие рассказы» (швед. Sista resan och andra berättelser, 2007), с использованием материалов Пера Валё
- «Последний курильщик» (нем. Der letzte Raucher, 2009), вместе с Юргеном Альбертсом

## Награды и отличия
- Премия имени Эдгара По (от американской организации авторов криминальных романов) — 1971 год (за «Смеющегося полицейского»)
- Большая жёлтая премия города Каттолика (Италия) — 1973 год (за «Смеющегося полицейского»)
- В 1987 году роман «Розанна» попал в список «100 лучших книг криминального и детективного жанра» (англ. 100 Best Crime & Mystery Books) Генри Китинга
- В 1995 году «Смеющийся полицейский» занял второе место в категории «романов, в которых реалистично изображена работа полиции» из списка «100 лучших романов криминального жанра» ассоциации «Детективные писатели Америки» (англ. Mystery Writers of America)
- Норвежская литературная премия «Золотой револьвер» — 2006 год
- В 2008 году редакция газеты «TimesOnLine» поставила Май Шёвалль и Пера Валё на 15-е место в списке величайших писателей-детективов всех времён, назвав эту супружескую пару «матерью и отцом северного криминального романа»